# Ras el hanout

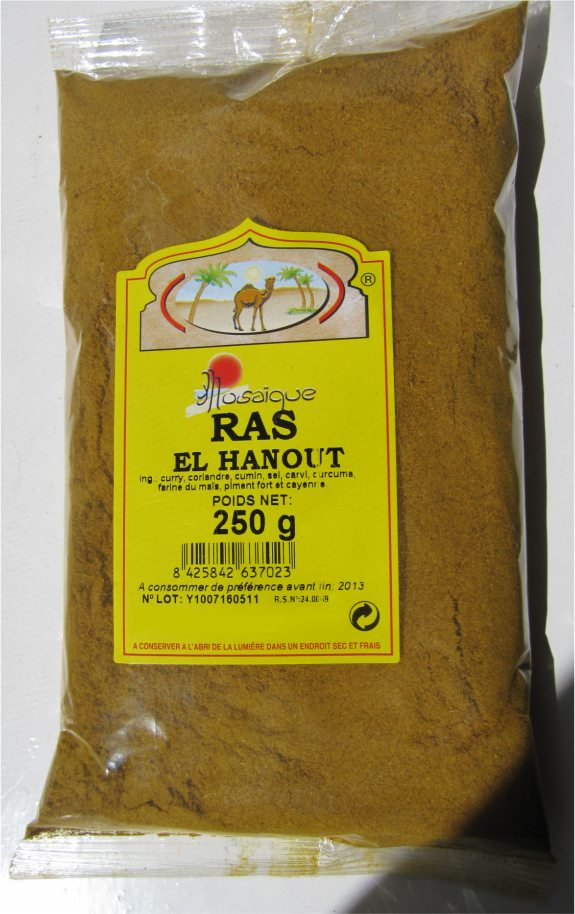
Sacchetto di Ras el hanout

Il Ras el hanout (in arabo رأس الحانوت‎?, letteralmente "capo della drogheria") è una miscela di circa 30 diverse piante (non esclusivamente spezie) diffusa in tutto il Maghreb. Ci sono tre tipi di miscele di Ras el hanout: Lamrouzia, L'msagna e Monuza.

## Composizione
Trattandosi di una miscela molto ricca, ne esistono numerosissime varietà a seconda dei gusti dei diversi preparatori e degli acquirenti. La formulazione classica comprende: noce moscata, cannella, macis, anice, curcuma, pepe rosa, pepe bianco, galanga, zenzero, chiodo di garofano, pimento, cardamomo nero, cardamomo verde, boccioli di rosa, lavanda.
Fino al 1990 alcune ricette includevano cantaride polverizzata (la cantaride è un piccolo coleottero: Lytta vesicatoria), la cui vendita come spezia è stata proibita in Marocco appunto all'inizio degli anni '90.